# Мандрика
Мандрика (устар. Мондрика, Мандрека) — река в России, протекает по Медвежьегорскому району Карелии. Устье реки находится в 54 км по левому берегу реки Выг. Длина реки — 15 км.
Имеет левый приток — ручей Чёрный (0,4 км от устья).

## Данные водного реестра
По данным государственного водного реестра России относится к Баренцево-Беломорскому бассейновому округу. Речной бассейн — бассейны рек Кольского полуострова и Карелии, впадающих в Белое море, водохозяйственный участок — бассейн озера Выгозеро до Выгозерского гидроузла, без реки Сегежи до Сегозерского гидроузла.